# 宇宙はたのしいフェスティバル
「宇宙はたのしいフェスティバル」（うちゅうはたのしいフェスティバル）は、1988年6月1日に発売されたチェリッシュのシングル。

## 概要
- 表題曲「宇宙はたのしいフェスティバル」は、1988年4月 - 5月、NHKの『みんなのうた』で放送された。
- 放送で使用されたアニメーションの制作は、古川タクが担当した。
- 宇宙のフェスティバルに宇宙船・太陽・地球・月・星・宇宙人などが登場し、パレードが行われる様子を表現した楽曲。

## 収録曲
1. 宇宙はたのしいフェスティバル
作詞：南はじめ、作曲・編曲：神山純一
2. たんたんたのしい誕生日
作詞：松崎悦子、作曲・編曲：加藤達雄